# Dakwana
Dakwana (arab. دكوانة) – wieś w Syrii, w muhafazie Aleppo. W 2004 roku liczyła 688 mieszkańców.